# Fairview (Alberta)
Fairview ist eine Kleinstadt in Nord-Alberta im Herzen des Peace River Country. Es liegt 82 km südwestlich von Peace River und 115 km nördlich von Grande Prairie an der Kreuzung des Alberta Highway 2 und des Alberta Highway 64A. Die Town of Fairview wird von einem Bürgermeister und sechs Stadträten regiert. Gleichzeitig hat der Verwaltungsbezirk Fairview No. 136 seinen Sitz in der Gemeinde.
Fairview liegt an der so genannten Northern Woods and Water Route, einer touristischen Route die durch die vier westlichen Provinzen Kanadas führt.

## Geschichte
1928 erstreckte sich die Eisenbahn von Whitelaw nach Westen durch das Beaver Indian Reserve über ein Stoppelfeld, auf dem der Hamlet of Fairview errichtet wurde. Die Gemeinde Waterhole, fünf Meilen südlich, wurde auf Kufen und Wagen gepackt und auf das Gelände verlegt. Der erste Zug rollte am 2. November 1928 nach Fairview. Das Hamlet Fairview wurde am 22. April 1929 als Dorf eingemeindet. 1949 wurde das Dorf in eine Kleinstadt (Town) umgewandelt.

## Demografie
Bei der von Statistics Canada durchgeführten Volkszählung 2016 verzeichnete die Stadt Fairview eine Bevölkerung von 2.998 Einwohnern in insgesamt 1.363 Privatwohnungen, was einer Veränderung von −5,2 % gegenüber 2011 darstellte, als die Bevölkerung 3.162 Einwohner betrug. Mit einer Landfläche von 11,36 km² hatte es 2016 eine Bevölkerungsdichte von 263,9 pro km².

## Klima
Fairview hat ein feuchtes kontinentales Klima (Köppen-Klimaklassifikation: Dfb). Die jährliche Durchschnittstemperatur beträgt 2,5 Grad. Der wärmste Monat ist im Durchschnitt der Juli mit einer Durchschnittstemperatur von 16,7 Grad. Der kühlste Monat im Durchschnitt ist der Januar mit einer Durchschnittstemperatur von −11,4 Grad.

## Söhne und Töchter der Stadt
Folgende Personen wuchsen in Fairview auf:
- Jordan Peterson (* 1962), Psychologe und Autor
- Rachel Notley (* 1964), Politikerin